# Stéphanie de Lannoy
Stéphanie Marie Claudine Christine (Ronse, 18 de fevereiro de 1984), nascida Condessa de Lannoy, é a esposa de Guilherme, Grão-Duque Herdeiro de Luxemburgo, herdeiro aparente do trono luxemburguês.
Ela ficou noiva do Grão-Duque Hereditário em 26 de abril de 2012 e se casou com ele, em uma cerimônia civil, em 19 de outubro de 2012, seguida de um serviço religioso no dia seguinte. O casal tem um filho, o príncipe Carlos. É geralmente referida pela imprensa como "princesa Stephanie de Luxemburgo" e não como "grã-duquesa herdeira de Luxemburgo".

## Família
Stéphanie de Lannoy nasceu a 18 de fevereiro de 1984, em Ronse, Flandres Oriental. É a filha mais nova do conde Philippe de Lannoy (1922- 2019) e de Alix Faille de Leverghem (1941-2012). Tem sete irmãos e cresceu na propriedade da família, o Castelo de Anvaing.
A Casa de Lannoy remonta à aristocracia de Hainaut, no século XIII, tendo os seus membros gozado de grande destaque na vida militar e em assuntos de Estado. Os descendentes de Charles de Lannoy, o vencedor da batalha de Pavia, usam o título imperial de conde ou condessa desde 1526. Stéphanie descende, através do ramo cadete dos senhores de Motterie, do mais antigo conhecido membro da família, Baudouin de Laval, que morreu em c. 1301, tendo florescido em Lille. Desde o início do século XIX, os seus antepassados foram também burgomestres de Anvaing. A avó paterna de Stéphanie, nascida Beatrice de Ligne (1898-1982), era filha de Ernest, 10.º Príncipe de Ligne, chefe de uma das famílias historicamente mais poderosas da Bélgica. Os avós maternos de Stéphanie, Harold della Faille de Leverghem e Madeleine de Brouchoven de Bergeyck, eram também membros da nobreza belga, pertencendo, respectivamente, a uma família baronial e a uma família comital.

## Educação e estudos
A grã-duquesa herdeira estudou na escola neerlandesa Sancta Maria de Ronse, e depois mudou-se para França, continuando seus estudos no Collège Saint-Odile. De seguida, regressou a Bruxelas para estudar no Institut de la Vierge Fidèle. Mudou-se para Moscovo, onde estudou língua e literatura russas.
Stéphanie fala francês, inglês, alemão e russo.
Graduou-se em filologia alemã na Universidade Católica de Louvain e obteve o  grau de mestre na Universidade Humboldt de Berlim, com uma dissertação sobre a  influência do romantismo alemão no romantismo russo.
Prolongou a sua estadia em Berlim para fazer um estágio na Agência de Exportação da Valónia, na Embaixada do Reino da Bélgica. No seu retorno à Alemanha, trabalhou para uma empresa de fundos de investimento.
Ela e o marido se mudaram para Londres em meados de 2018 para uma temporada de estudos, tendo ela feito uma pós-graduação em História de Arte, no Sotheby's Institute.

## Casamento e descendência

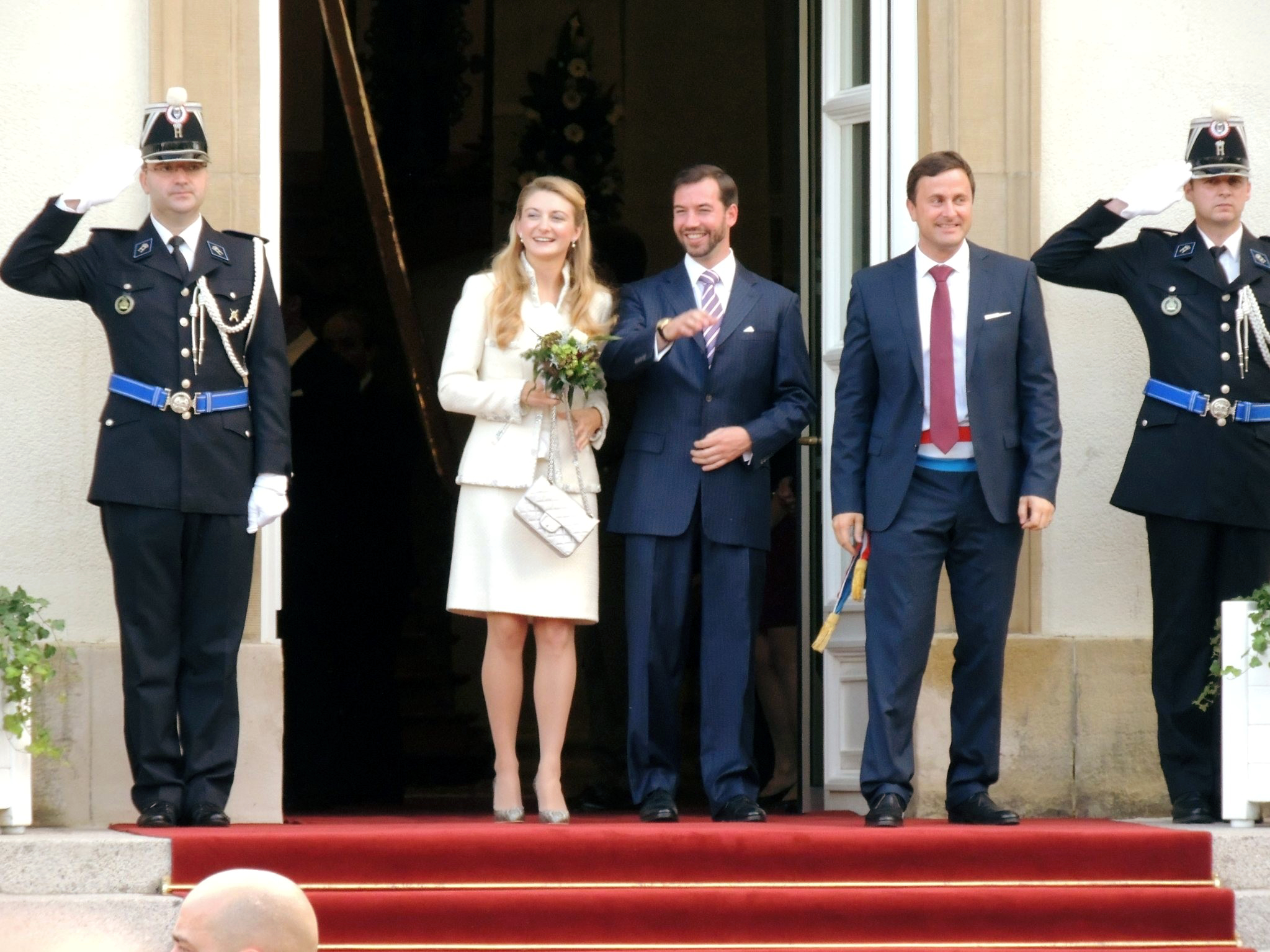
Em frente à prefeitura, onde aconteceu o casamento civil

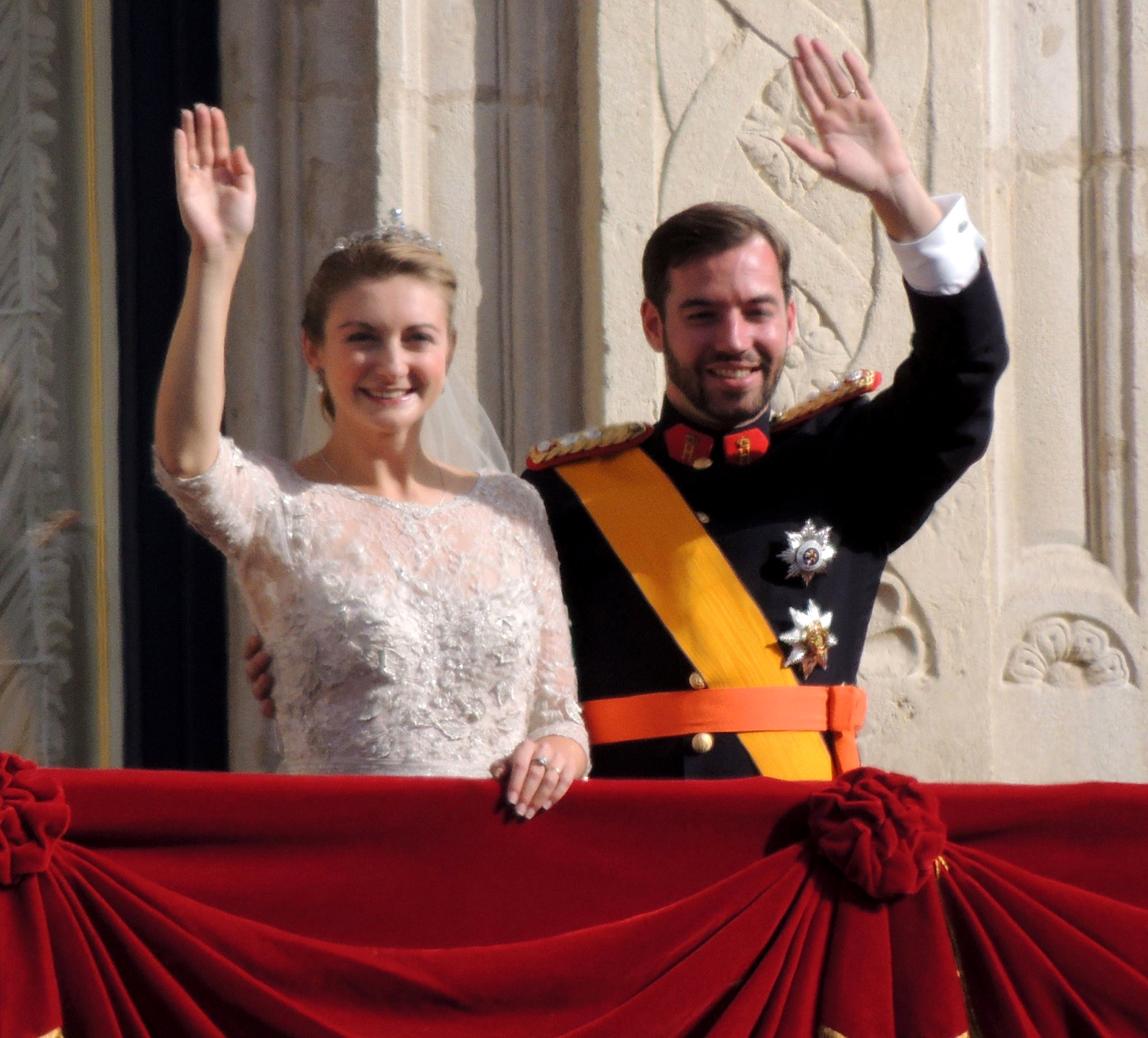
Na sacada do palácio após o casamento religioso

Antes do anúncio de noivado, Guilherme e Stéphanie já namoravam há cerca de dois anos.
O noivado foi anunciado a 26 de abril de 2012. Os dois são primos distantes e descendem do marechal austríaco Charles Marie Raymond, Duque de Arenberg.
O casamento civil teve lugar a 19 de outubro de 2012, tendo a cerimónia religiosa sido realizada no dia seguinte.
Ao se casar com Guilherme, Stéphanie tornou-se uma das três futuras consortes reais europeias que têm sangue azul. As outras duas são Matilde da Bélgica e a duquesa Sofia de Liechtenstein, atual princesa herdeira do Liechtenstein.

### Descendência
Em fevereiro de 2016, numa entrevista à revista francesa Point de Vue,  Stéphanie afirmou que, apesar de estar casada há quase quatro anos, não planejava ter filhos. "Não tenho planos para ser mãe. De momento, desfruto do tempo que passo com o meu marido". Em 6 de dezembro de 2019, a corte grã-ducal anúnciou oficialmente a gravidez da princesa Stéphanie.
O bebê nasceu no dia 10 de maio de 2020, no Hospital Grã-Duquesa Carlota de Luxemburgo, pesando 3,190kg, e foi chamado de Carlos João Felipe José Maria Guilherme (original, em francês: Charles Jean Philippe Joseph Marie Guillaume). O anúncio do nascimento foi feito no site da Corte Grão-Ducal e o príncipe foi saudado com 21 tiros de canhão.
No dia 29 de setembro de 2022, foi anunciado que o casal estava à espera do segundo filho, que nasceria em abril de 2023. O bebê, Francisco, no entanto, nasceu em 27 de março de 2023. 

## Vida de princesa
Depois do casamento, Stéphanie passou a participar de todos os eventos importantes do grão-ducado, como o Dia Nacional. Ela também é presença constante, como acompanhante do marido, numa série de outras atividades que incluem a representação da corte grã-ducal dentro e fora de Luxemburgo. Além disso, ela tem também sua própria agenda de atividades, sendo membro, patrona ou presidente de várias entidades culturais, sendo: 
- Membro da Fundação do Grão-Duque e da Grã-Duquesa
- Patrona dos Amigos dos Museus de Arte e da História de Luxemburgo
- Patrona do Scienteens Lab (Laboratório de Cientistas, que incentiva a entrada de jovens para a ciência)[12]
- Presidende do MUDAM, Museu de Arte Moderna[1]

### Honrarias
A 23 de maio de 2017, foi agraciada com a Grã-Cruz da Ordem do Mérito, de Portugal, por ocasião da visita do presidente Marcelo Rebelo de Sousa ao Luxemburgo.

### Títulos

Monogram de Guilherme e Stéphanie de Luxemburgo

- 18 de fevereiro de  1984 – 19 de outubro de 2012: Sua Graça condessa Stéphanie Marie Claudine Christine de Lannoy
- 19–20 outubro de  2012: Sua Alteza Real princesa Stéphanie de Luxemburgo
- 20 de outubro de 2012 – Sua Alteza Real, a Grã-Duquesa Herdeira de Luxemburgo

Seu título completo é: Sua Alteza Real princesa Stéphanie Marie Claudine Christine, Grã-Duquesa Herdeira de Luxemburgo, Princesa Herdeira de Nassau, Princesa de Bourbon-Parma.